# Масли
Масли — село в Мишкинском районе Курганской области России. Административный центр Маслинского сельсовета.

## Климат
Климат характеризуется как континентальный, с недостаточным увлажнением, холодной малоснежной зимой и тёплым сухим летом. Среднегодовая температура воздуха — 2,1 °С. Средняя максимальная температура воздуха самого тёплого месяца (июля) составляет 23 — 26 °C. Безморозный период длится в течение 115—119 дней в году. Среднегодовое количество атмосферных осадков составляет 370—380 мм.

## История
До 1917 года центр Маслейской волости Челябинского уезда Оренбургской губернии. По данным на 1926 год состояло из 473 хозяйств. В административном отношении являлось центром Маслийского сельсовета Мишкинского района Челябинского округа Уральской области.

## Население
| 1989 | 2002 | 2010 |
| ---- | ---- | ---- |
| 405  | ↘384 | ↘254 |

По данным переписи 1926 года в селе проживало 2175 человек (1013 мужчин и 1162 женщины), в том числе: русские составляли 99 % населения.